# A Night of Triumph
A Night of Triumph es un álbum en vivo y DVD de la banda canadiense de hard rock Triumph y fue publicado en 2004.  El álbum fue grabado durante un concierto de la gira The Sport of Kings que se realizó el 16 de enero de 1987 en el Halifax Metro Center en la ciudad de Halifax, Nueva Escocia, Canadá. El DVD contiene un detrás de cámaras de una presentación que efectuó la banda en el Spectrum de Filadelfia, Pensilvania, en los Estados Unidos y los vídeos de las canciones "Just One Night" y "When the Lights Go Down", este último del concierto del US Festival en 1983.

## Lista de canciones
1. "Intro"
2. "Tears in the Rain
3. "Somebody's Out There"
4. "Allied Forces"
5. "Lay it on the Line"
6. "Midsummer's Daydream"
7. "Follow Your Heart"
8. "Take a Stand" (con solo de batería de Gil Moore)
9. "Magic Power"
10. "Rock and Roll Machine"
11. "Spellbound"
12. "Rocky Mountain Way"
13. "Fight the Good Fight"

## Formación
- Rik Emmett — voz y guitarra
- Gil Moore — voz y batería
- Michael Levine — bajo, teclados y coros
- Rick Sanders — guitarra, teclados y coros